# Саруу
Саруу — родоплеменное объединение левого крыла киргизов.

## Этимология
Этноним «саруу» от пратюркск. *siarɨg «жёлтый; белый», каз., кирг., ног., алт. сары, узб. sariq (сариқ). Связано с прамонг. *sira «жёлтый» (ср. монг. шар). 

## Генетика
Наиболее распространенной Y-хромосомной гаплогруппой у саруу является R1a1 с киргизским субкладом.

## Структура и расселение
Саруу делится на следующие подразделения: 
Ай-Тамга: Сейит, Атек, Чүкө, Кобуке, Бала-Саруу, Жалпак Тил, Чаян, Аңдабай, Очок, Түктүү Курт, Жолдош Төбөт, Кызыроо, Назарбек (Шири), Бишкек, Күркүрөө, Тубай, Оготур.
Жети Уруу: Абдый, Ким Билди, Ботояр, Таш Коюн, Мамелдей, Жаңгир, Байбиче, Токол, Түкөк, Мадияр, Бөлөк Чал, Балыкчы, Жол Жакшы.
Бош Моюн: Ыңырчак, Кезек Таз, Кодор, Жээнбай, Кенембай, Бозайгыр, Ырысмат, Календер, Боркемик, Кара-Боркемик.
Агынай: Чоң Эсенгелди, Борой, Кадим.
Алакчын: Жол Болду, Бабыр, Берен, Акбай, Түйтө, Чиркей, Чокон, Шаабото, Бекмурат, Алчикен, Ажыбек, Кубатбек, Коңкобай, Наматбай, Мандалак, Эрегул, Берен, Жабагы, Жарыкка, Жаныбек, Сатыкей, Боруке, Мааке.
Кырк Уул: Байсу (Байзу), Келбей, Мачак, Беш Каман.
Теңечим: Ардай, Күштөн, Булбул, Шекер, Ачакей.
Колпоч (Тоң-Төрт): Ак Кийиз, Култай, Төкө, Быры, Болот, Чочой, Кезек-Сары, Кубулек, Баяш, Токтук, Баба, Чүнү.
Тогунай: Тогунай, Кош Кулак.
Представители саруу в основном проживают в Таласской, Джалал-Абадской (в северо-западной части) областях и Алдашевском айыльном округе (сёла Саруу — центр, Джууку, Иссык-Кел) Джети-Огузского района Иссык-Кульской области Кыргызской Республики.
Ранее ареал племени саруу охватывал также сопредельные территории нынешних Казахстана (Джамбульская область) и Узбекистана (Наманганская область).